# جمعية مرشدات زيمبابوي
جمعية مرشدات زيمبابوي هي المنظمة الإرشادية الوطنية في زيمبابوي. تأسست في عام 1912، وفي عام 1969 أصبحت عضوا كامل العضوية في الجمعية العالمية للمرشدات وفتيات الكشافة وكانت تعرف آنذاك بجمعية مرشدات روديسيا. في عام 1981 تغير اسم الجمعية من جمعية مرشدات روديسيا لجمعية مرشدات زيمبابوي. المنظمة للفتيات فقط وتضم 15267 عضوة (اعتبارا من 2003).